# 2001年电影
2001年電影大事紀。

## 重要獎項

### 台灣金馬獎（第38屆）
- 最佳劇情片——《榴槤飄飄》（Nicetop Independent Ltd.）
- 最佳導演——關錦鵬《藍宇》
- 最佳男主角——劉燁《藍宇》
- 最佳女主角——秦海璐《榴槤飄飄》
- 最佳男配角——譚耀文《野獸之瞳》
- 最佳女配角——羅慧英《愛上我吧》